# エミール・ハーハ
エミール・ドミニク・ヨゼフ・ハーハ（Emil Dominik Josef Hácha, 1872年7月12日 - 1945年6月26日）は、チェコスロバキアの法律家であり、政治家。チェコスロバキア第二共和国の大統領と、ドイツ統治下のベーメン・メーレン保護領の名目的な大統領を務めた。

## 経歴

### 生い立ち
農家出身。プラハ・カレル大学で法学の教育を受け、1896年に法学博士を取得。卒業後は、プラハのボヘミア国家委員会に務める。1898年から1916年は、地方裁判所に勤務する。1902年にマリア・クラウスと結婚し娘ミラダをもうけるが、1938年1月にマリアと死別している。
チェコスロバキア独立後の1918年はヴィドネーの高等行政裁判所の裁判官を務め、1919年から最高行政裁判所第2所長、1925年から1938年は同裁判所長官を務めた。裁判所での勤務を通して、ハーハは国際法の第一人者として知られるようになった。
ハーハは英語文献の翻訳者としての顔も持ち、1939年に『Errors and Delusions』を匿名で出版したが、この本がハーハの著作だと判明したのは2001年のことだった。また、同時期に国会議員に当選した。

### チェコスロバキア解体

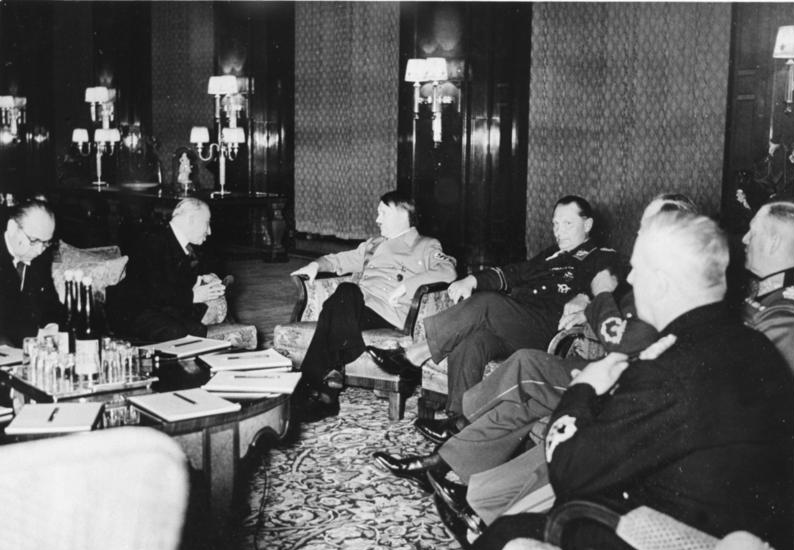
ベルリンでヒトラーと会談するハーハ（左から2人目の人物）

1938年11月30日、エドヴァルド・ベネシュがミュンヘン協定の結果を受けて大統領を辞任したため、保守的な立場と親ドイツ的な立場から後継大統領に就任した。この時点でチェコスロバキア第一共和国は消滅し、チェコスロバキア第二共和国が成立した。しかしハンガリー王国の圧力を受けて第一次ウィーン裁定によりチェコスロバキア南部の割譲を受け入れざるを得なくなり、チェコスロバキアはいよいよ弱体化した。割譲を受けてチェコスロバキア国内の民族運動は激化し、1939年3月14日にはスロバキアがスロバキア共和国、そしてカルパティア・ルテニアがカルパト・ウクライナ共和国として独立を宣言した。さらにハンガリーがカルパト・ウクライナの領域に侵攻し、スロバキアへの侵攻も危惧された。
1939年3月14日、窮地に追い込まれたハーハはナチス・ドイツの支援を受けようとベルリンの総統官邸でアドルフ・ヒトラーとの首脳会談に臨んだ。しかし、ヒトラーはハーハを待たせ映画鑑賞を優先するなど意図的に会談を先延ばし、会談に応じたのは翌15日午前1時30分になってからだった。ヒトラーは会談の場でチェコスロバキアのドイツによる併合、すなわちチェコスロバキアの残部であるボヘミアとモラビアの割譲を要求した。
ヒトラーはすでにチェコへのドイツ国防軍進駐命令を出しており、空軍総司令官ヘルマン・ゲーリングは「プラハの空襲を命じた」と言明するなど、ドイツ側首脳はハーハを激しく恫喝した。しかし、実際には大雪のためドイツ空軍はすべて地上待機の状態で、プラハを爆撃できる状況にはなかった。もともと心臓の弱かったハーハは発作を起こして卒倒したものの、ヒトラーの主治医テオドール・モレルの処置で意識を取戻し併合受諾文に署名せざるを得なかった。駐独フランス大使ロベール・クーロンドルは、「ハーハは執務不能の状態で、注射によってかろうじて意識を保っていた」と本国に報告している。

### 傀儡大統領

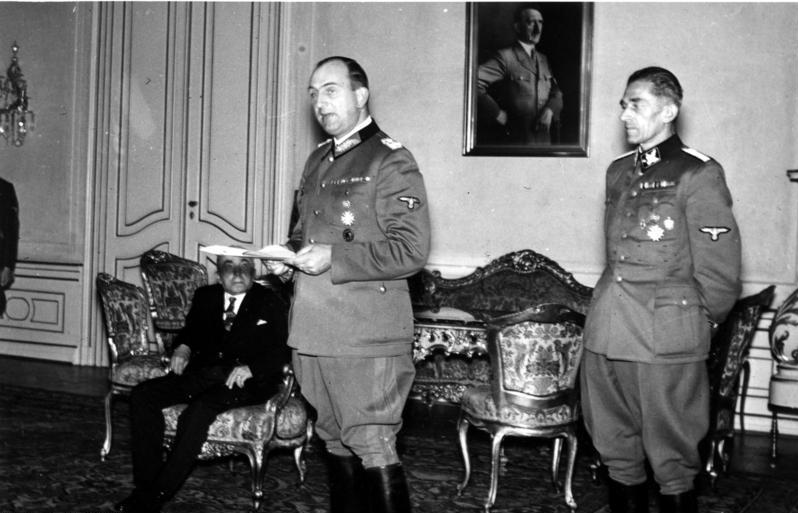
左から大統領ハーハ、副総督クルト・ダリューゲ、総督付次官カール・ヘルマン・フランク（1942年9月）

チェコスロバキアの解体後、ベーメン・メーレン保護領の大統領の地位に留まることはできたが、1939年11月にはヒトラーと総督コンスタンティン・フォン・ノイラートへの忠誠を誓わされた。ハーハは穏健的なノイラートの下で一定の権限を持っていたが、ラインハルト・ハイドリヒが副総督に就任して以降は一切の権限を奪われ、首相のアロイス・エリアーシらハーハの側近たちは逮捕された。
エンスラポイド作戦によってハイドリヒが暗殺されると、ヒトラーは報復のため1万3,000人のチェコ人を殺害し、ハイドリヒの葬儀に出席したハーハに対して「今後このような事件が起きた場合は、全てのチェコ人の追放を検討する」と恫喝している。
1945年5月9日、ソビエト軍がプラハを占領すると、ハーハは5月13日に逮捕されパンクラック刑務所に収監された。既に病気にかかっていたため刑務所内の病院に移されるが、6月26日に病院内で病死した。遺体はヴィノフラディ墓地に墓石も置かれずに埋葬され長年放置されていたが、現在は墓石が置かれている。